# Kadıköy Haldun Taner Színház
A Kadıköy Haldun Taner Színház (Kadıköy Haldun Taner Sahnesi) egy színház Isztambul Kadıköy negyedében. Tulajdonosa az isztambuli önkormányzat, üzemeltetője az önkormányzati tulajdonú Városi Színházak (Şehir Tiyatroları). Nevét Haldun Taner (1915-1986) drámaíróról kapta.
Az épület, amely az Kadıköy İskele Meydanı-n áll (szó szerinti fordítása: Moló tér), Isztambul első modern vásárcsarnokának épült 1925–1927 között, tíz évig azonban üresen állt, mert a mezőgazdasági terményekkel kereskedők nem akartak beköltözni bérlőként. Az üres épület felhasználása érdekében az 1940-es évektől az 1970-es évekig egyes részeit a tűzoltóságnak adtak használatba, más részeit autóbontók raktáraként hasznosították.
Az épület 1984-ben teljes felújításon esett át, majd az Isztambuli Egyetem kapta meg, és 1986-tól a konzervatóriumnak adott otthont. Az épület földszintjét 1989-ben alakították át színházterem céljára. A színház befogadóképessége 286 fő.

## Korábbi produkciók
2009
- Kar (Hó) (Orhan Pamuk)[3]

2013
- Ateşli Sabır (Ardiente paciencia, Antonio Skármeta)[4]
- Perşembenin Hanımları (Les Dames du jeudi, Loleh Bellon)[5]
- Ocak (Turgut Özakman)[6]
- Para (Necip Fazıl Kısakürek)[7][8]
- Yolcu (Nazım Hikmet Ran)[8]

## Fordítás
- Ez a szócikk részben vagy egészben  a   Kadıköy Haldun Taner Stage című angol Wikipédia-szócikk ezen változatának fordításán alapul.  Az eredeti cikk szerkesztőit annak laptörténete sorolja fel. Ez a jelzés csupán a megfogalmazás eredetét és a szerzői jogokat jelzi, nem szolgál a cikkben szereplő információk forrásmegjelöléseként.

## Külső hivatkozások
- Hivatalos oldal